# Il tesoro di Pluto
Il tesoro di Pluto (Bone Bandit) è un film del 1948 diretto da Charles A. Nichols. È un cortometraggio animato della serie Pluto, prodotto dalla Walt Disney Productions e uscito negli Stati Uniti il 30 aprile 1948, distribuito dalla RKO Radio Pictures. A partire dagli anni novanta è più noto come Tutto per un osso.

## Trama
Pluto ha seppellito un osso in giardino, vicino a delle verghe d'oro, e va a riprenderselo. Dopo aver starnutito a causa dei fiori, deve vedersela con un gopher che continua a infastidirlo. Riesce a riprenderselo, ma il roditore gli strofina delle verghe d'oro sul naso, facendolo starnutire e permettendo al gopher di appropriarsi dell'osso. Furioso, Pluto attacca il gopher, che però riesce a superare in astuzia il cane e a portarsi via l'osso. Dopo un breve inseguimento, Pluto si ritrova con la testa bloccata in un cocomero; riesce a liberarsene, ma il gopher gli porta via ancora l'osso e gli lancia contro i pollini dei fiori. Pluto comincia così a starnutire, causando una buca nel terreno. Mentre il cane insegue il roditore si ritrova bloccato in un cunicolo; quest'ultimo riempie la galleria di verghe d'oro. Pluto emana così uno starnuto colossale, che causa una buca enorme, ma gli permette di trovare l'osso, mentre il gopher, proiettato in aria a causa dello starnuto, torna a terra continuando a starnutire a causa dei fiori che ha in mano.

## Distribuzione

### Edizioni home video

#### VHS
- Troppo vento per Winny-Puh (giugno 1983)[1]
- Troppo vento per Winny-Puh (marzo 1988)[2]
- Pluto amico quasi perfetto (febbraio 1995)[3]
- Qua la zampa, Pluto (giugno 2000)[4]
- Topolino & C. avventure tutte da ridere (gennaio 2002)[5]